# Lagery
Lagery is dorp in het noorden van Frankrijk. Het ligt in landelijk gebied in de regio Grand Est.

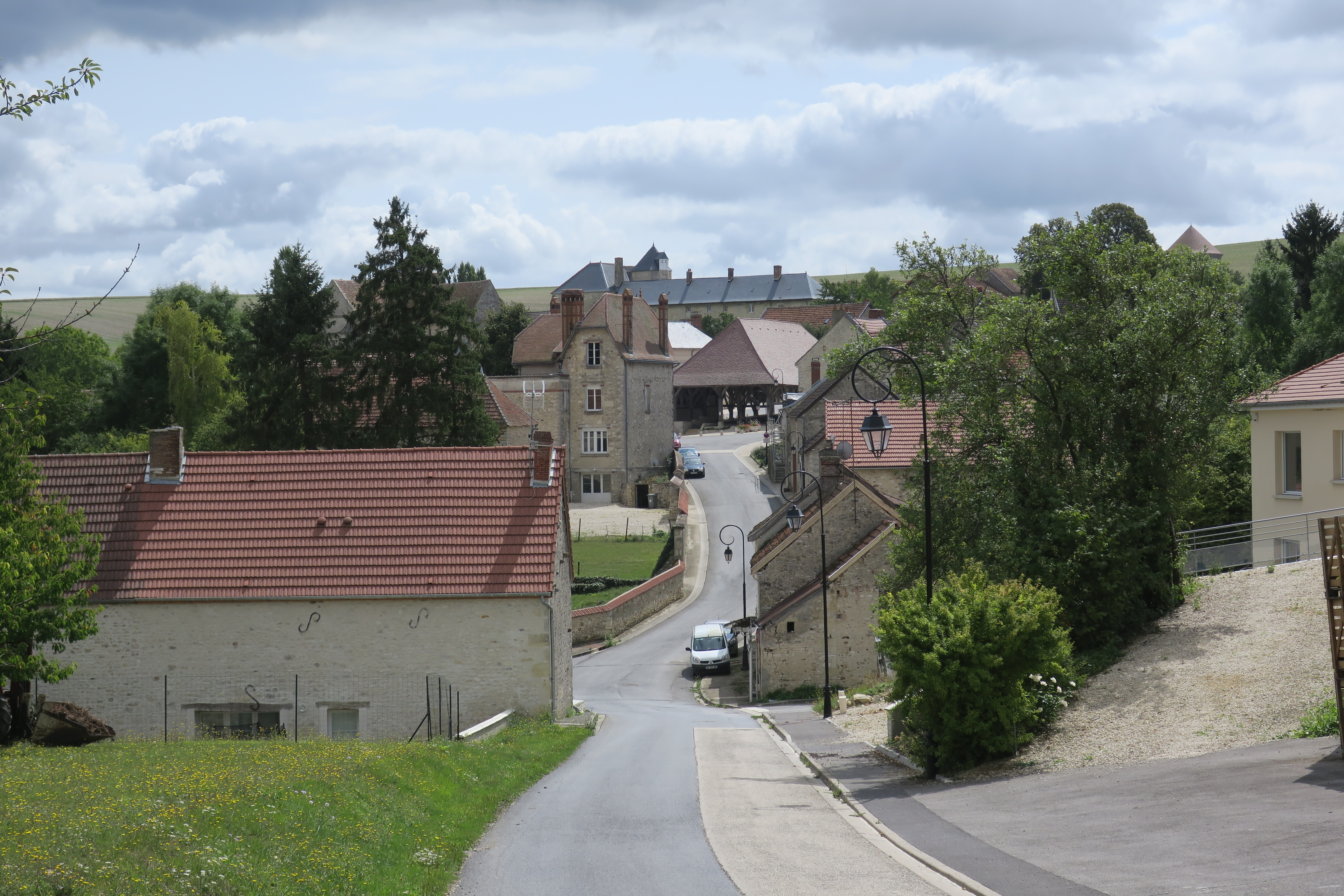
Het dorp van enige afstand.

## Geografie
De onderstaande kaart toont de ligging van Lagery met de belangrijkste infrastructuur en aangrenzende gemeenten.

## Demografie
Onderstaande figuur toont het verloop van het inwonertal, bron: INSEE-tellingen.